# Шумейко Григорій Григорович (актор)

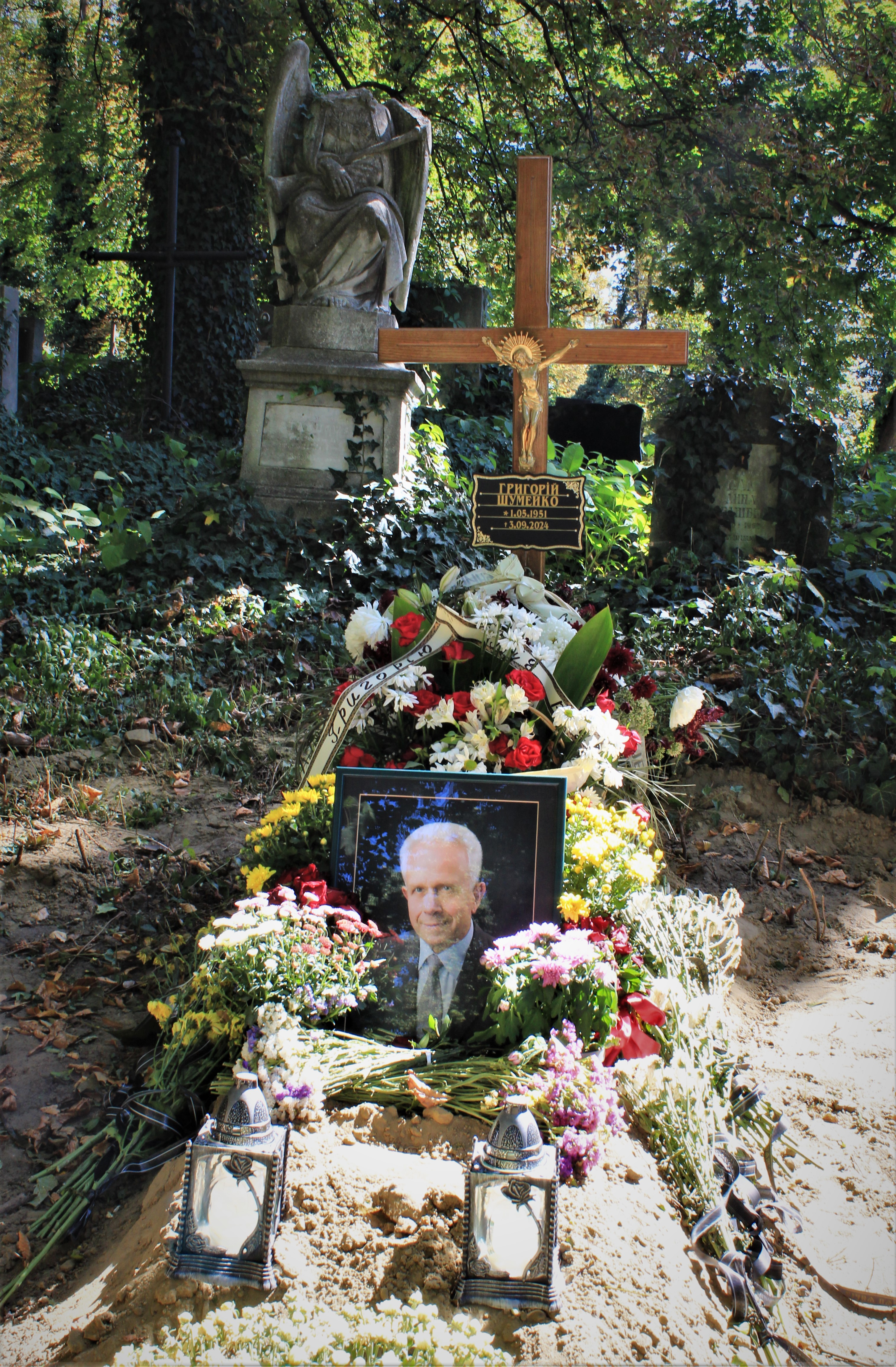
Могила народного артиста України Григорія Шумейка на 21 полі Личаківського цвинтаря

Григорій Григорович Шумейко (1 травня 1951, м. Лубни, Полтавська область — 3 вересня 2024, м. Львів) — український актор театру і кіно, режисер. Кавалер ордена «За заслуги» III ступеня (1999). Народний артист України (2009).

## Життєпис
Народився 1 травня 1951 року в місті Лубни Полтавської області.
Закінчив Київський державний інститут театрального мистецтва ім. І. Карпенка-Карого (1974, спеціальність — актор драми і кіно, курс Ірини Молостової та Нінель Биченко; режисура, постанова дипломної вистави під керівництвом Сергія Данченка), Театральний інститут ім. Б. Щукіна (спеціальність — режисура, курс Євгенії Симонової).
З 1974 року — актор Львівського театру імені Марії Заньковецької.
1978 року Григорій Шуменко став співзасновником театру «МЕТА» (Молодіжний Експериментальний Театр Аматорів), який вперше в Україні поставив твори «Маруся Чурай» Ліни Костенко, «Собор» Олеся Гончара, «Вертеп» Валерія Шевчука, виставу «Моє слово» за творами Василя Стефаника, «Мина Мазайло» Миколи Куліша та просвітницькі поетичні вистави про Євгена Плужника, Василя Симоненка та інших.
Помер 3 вересня 2024 року у віці 73 років у Львові. Прощання з актором відбулося 4 вересня у фоє театру імені Заньковецької, а поховали його на 21 полі Личаківського цвинтаря.

## Творчість

### Фільмографія
- Телефільм «Марина і Олексій» — Олексій (реж. М. Захаров).

### Ролі в театрі
- Глашатай — «Річард III» В. Шекспіра;
- Кирило — «Здрастуй, Прип'ять!» О. Левади;
- Черниш — «Прапороносці» О. Гончара;
- Гліб — «Не зрадь себе» Л. Сергеєва;
- Демид — «Суєта» І. Карпенка-Карого;
- Іван, Городник — «Новорічна віхола», сценічна композиція Ю. Турчина;
- Льоня — «Під високими зорями» М. Зарудного;
- Парубок — «Украдене щастя» І. Франка;
- Митя — «У цьому тихому старому домі» О. Арбузова;
- Марко — «Тил» М. Зарудного;
- Іван Непокритий — «Дай серцю волю, заведе в неволю» М. Кропивницького;
- Принц — «Кришталевий черевичок» Т. Габбе;
- Тракторист — «Срібна павутина» О. Коломійця;
- Журналіст — «Суд пам'яті» М. Петренка;
- Олег Макарцев — «Мої надії» М. Шатрова;
- Павлик — «Дикий ангел» О. Коломійця;
- Сотник — «Богдан Хмельницький» О. Корнійчука;
- Славко — «Вода з отчої криниці» В. Фольварочного;
- Селянин — «Юрко Крук» П. Козланюка;
- Набоков — «Кафедра» В. Врублевської;
- Батько — «Чари правдивої пісні» Б. Стельмаха;
- Павлик — «Роки блукань» О. Арбузова;
- Вартовий, критик«Правда» О. Корнійчука;
- Письменник — «Човен хитається» Я. Галана;
- Чарівник — «Звичайне чудо» Є. Шварца;
- Соскін — «Комуніст» Є. Габриловича;
- Геннадій — «Візаві» В. Врублевської;
- Кунаш — «Сон князя Святослава» І. Франка;
- Хвиля — «Житейське море» І. Карпенка-Карого;
- Дід, циган, Хома — «По щучому велінню» І. Кропивницького;
- Андрій Косоголов — «Обочина» М. Зарудного;
- Симон — «Розорене гніздо» Янки Купали;
- Дракон, Звездич — «Маскарад» М. Лермонтова;
- Барон фон Нагель — «Я дочка твоя, Вітчизно» В. Кошута;
- Ледар Гриць — «Як ледар щастя шукав» Н. Медведєва;
- Молодий Кучмієнко — «Розгін» П. Загребельного;
- Ваня Абрамцев — «Піднята цілина» М. Шолохова;
- Лікар, трактирщик — «Пригоди бравого солдата Швейка» Я. Гашека;
- Лукаш — «Лісова пісня» Лесі Українки;
- Шевченко, генерал-майор — «Люди, яких я бачив» С. Смірнова;
- Федоренко — «Санітарний день» О. Коломійця;
- Карандишев — «Безприданниця» О. Островського;
- Володя — «Убий лева» О. Коломійця;
- Костін — «Проводимо експеримент» В. Черниха, М. Захарова;
- Дмитрик — «Ой не ходи, Грицю» М. Старицького;
- Добромил — «Данило Галицький» В. Босовича;
- Корнелій — «Звичайна горошина» В. Данилевича, О. Костицького;
- Сергій — «Провінціалка» Я. Стельмаха;
- Хаммер — «Так переможемо» М. Шатрова;
- Мадзіні — «Дім, де розбиваються серця» Б. Шоу;
- Від автора, Титар — «Гайдамаки» Т. Шевченка;
- Читець — «В сім'ї вольній, новій» Т. Шевченка;
- Рязанов — «Діти Арбату» А. Рибакова;
- Читець — «Привітай же мене, моя Україно!» Т. Шевченка;
- Вишняк, отаман Гук, І. Іскра — «Маруся Чурай» Л. Костенко;
- Читець — «Ой радуйся, земле» вертеп;
- Читець — «Згадайте, братія моя» Т. Шевченка;
- Божевільний № 4 — «Народний Малахій» М. Куліша;
- Мулен — «Чорна пантера» В. Винниченка;
- Меншиков — «Павло Полуботок» К. Буревія;
- Раб Неофіт — «Орфеєве чудо» Лесі Українки;
- Чуйкевич — «Мотря» Б. Лепкого;
- Іван Стратонович — «Брехня» В. Винниченка;
- Чуйкевич, Меншиков — «Не вбивай» Б. Лепкого;
- Банко — «Макбет» В. Шекспіра;
- Чуйкевич, Меншиков — «Батурин» Б. Лепкого;
- Карпо — «Василь Свистун, молодий козак, великий баламут» В. Герасимчука;
- Мілан Стібок — «Така любов» П. Когоута;
- Никодим — «Гріх і покаяння» І. Карпенка-Карого;
- Дід, циган — «По щучому велінню» М. Кропивницького;
- Читець — «Світла моя муко» В. Симоненка;
- Яків, брат Ісуса, Іван Хреститель, Пилат — «Ісус, син Бога живого» В. Босовича;
- Злотницький — «Хазяїн» І. Карпенка-Карого;
- Священник Перріс — «Сейлемські відьми» А. Міллера;
- Ференц — «Кохання січового стрільця» Я. Барнича;
- Читець — «В обіймах золотої мли» М. Рильського;
- Френсіс — «А дощ все йде…» О. Піддубної;
- Шарль — «Мадам Боварі» Г. Флобера;
- Рогожин — «Ідіот» Ф. Достоєвського;
- Граф де Граншан — «Мачуха» О. де Бальзака;
- Читець — «Погляд вічності» Т. Шевченка, Р. Лубківського;
- Камергер — «Івона, принцеса Бургунська» В. Гамбровича;
- Князь — «Микита Кожум'яка» О. Олеся;
- Норбер де Варен — «Благочестива Марта» Т. де Моліно;
- Квітка — «Талан» М. Старицького;
- Банкір Мессершман — «Запрошення в замок» Ж. Ануй;
- Бургомістр — «Візит літньої пані» Ф. Дюрренматта;
- Жезніцький — «Сава Чалий» І. Карпенка-Карого;
- Перехожий — «Валентин і Валентина» М. Рощина;
- Франц-Йосиф — «Амадей» П. Шеффера;
- Застряглий у ліфті — «Замшевий піджак» С. Стратієва;
- Михай (чоловік Александри) — «Комедіанти» А. Баранги;
- Хав'єр Гусман — «Три ідеальні подружжя» А. Касона;
- Потьомкін — «Різдвяна ніч» М. Старицького;
- Війт — «Украдене щастя» І. Франка;
- Дрентельн — «Марія Заньковецька» Івана Рябокляча;
- Гайгер — «Перед заходом сонця» Г. Гауптмана;
- Граф де Пієман — «Фредерік або Бульвар злочинів» Е. Е. Шмітта;
- Ведучі — «Різдвяне диво є!» концерт;
- Князь — «Микита Кожум'яка» О. Олеся;
- 1-й вартовий — «Кассандра» Лесі Українки.

### Постанови
- «Вічний раб» В. Шевчука
- «Біда навчить» Б. Стельмаха за казкою Лесі Українки
- «Я — камінь з Божої пращі» О. Ольжич
- «В обіймах золотої мли» М. Рильського
- «Дума про тебе» І. Вільде
- «Картка любові» Р. Горака
- «Акорди» Г. Меріям — Лужницького
- «Бояриня» Лесі Українки
- «Він прийшов» Д. Б. Прістлі
- «Мина Мазайло» М. Куліша
- «Вода життя» В. Шевчука
- «Любов на замовлення» Т. Іващенка
- «Кохання в гуртожитку ім. Б. Брехта» О. Ноги, Г. Шумейка
- «Король стрільців, або муза в офсайді» І. Керницького
- «Симфонія сльози» Ю. Косача

## Нагороди
- орден «За заслуги» III ступеня (8 вересня 1999) — за вагомий особистий внесок у розвиток українського мистецтва, високу виконавську майстерність[5];
- народний артист України (20 березня 2009) — за вагомий особистий внесок у розвиток українського театрального мистецтва, плідні творчі здобутки і високий професіоналізм та з нагоди Міжнародного дня театру[6];
- відзнака Міністерства культури «За досягнення в розвитку культури і мистецтва»[3].